# ゲルダ・クリスティアン
ゲルダ・クリスティアン（Gerda Christian, 1913年12月13日 - 1997年4月14日）は、アドルフ・ヒトラーの4人いた個人秘書のうちの一人。

## 生涯
ベルリン生まれ。化粧品店で働いていたが、1937年にヒトラーの個人秘書に応募して採用される。当時ヒトラーにはヨハンナ・ヴォルフとクリスタ・シュレーダーという2人の秘書がいたが、2人では事務を処理しきれなくなったための募集だった。ヒトラーはしばしば彼女の容姿を魅力的と褒めていたという。当時彼女は旧姓のダラノフスキー (Daranowski) を名乗っていたが、ヒトラーはポーランド系の姓を呼ぶことを避けて「ダラ (Dara)」と呼んだ。
職場で国防軍参謀本部の副官をしていたエックハルト・クリスティアン空軍少佐と知り合い、1942年末に長期休暇をとって翌年2月2日に彼と結婚。彼女の抜ける穴を埋めるため、1942年12月新たにトラウデル・ユンゲ（当時は旧姓のフンプス）が4人目の秘書として採用された。1943年夏にゲルダは仕事に復帰し、ヒトラーの行く先々に必ず随行した。
1945年4月30日、ベルリン攻防戦のさなかにヒトラーが自殺すると、その日の夕方彼女は官庁街防衛司令官ヴィルヘルム・モーンケ親衛隊少将が指揮する脱出グループに加わって、ヒトラーの副官オットー・ギュンシェ親衛隊少佐とともに弾雨の降り注ぐ中、総統地下壕を脱出、地下鉄のトンネルを伝ってフリードリヒ通り駅まで逃げた（ギュンシェの証言に基づく）。その後ギュンシェはソ連赤軍の捕虜となったが、彼女はアメリカ軍占領下のバイエルンに脱出した。
戦後まもなく離婚、デュッセルドルフに住み、ホテルで働く。10年に及ぶ東ドイツでの服役から出所したギュンシェとの再会を喜んだ。2人は生涯にわたり互いによき理解者だったという。1997年、デュッセルドルフにて癌により83歳で死去。遺言により遺骸は灰にされて海に撒かれた。